# Stadionul Municipal Râmnicu Vâlcea
Stadionul Munincipal Râmnicu Vâlcea este un stadion multifuncțional din Râmnicu Vâlcea, România. Cu o capacitate de 12.000 de locuri, acesta găzduiește meciurile echipelor de fotbal SCM Râmnicu Vâlcea și Minerul Costești.
În plus, în trecut a fost terenul de acasă al echipei Chimia Râmnicu Vâlcea, acum desființată.